# Contea di Gundagai
La contea di Gundagai è una Local Government Area che si trova nel Nuovo Galles del Sud. Essa si estende su una superficie di 2.458 chilometri quadrati e ha una popolazione di 3.902 abitanti. La sede del consiglio si trova a Gundagai.